# (35089) 1990 WH1
(35089) 1990 WH1 es un asteroide perteneciente al cinturón de asteroides descubierto el 18 de noviembre de 1990 por Eric Walter Elst desde el Observatorio de La Silla, Chile.

## Designación y nombre
Designado provisionalmente como 1990 WH1.

## Características orbitales
1990 WH1 está situado a una distancia media del Sol de 2,246 ua, pudiendo alejarse hasta 2,560 ua y acercarse hasta 1,932 ua. Su excentricidad es 0,139 y la inclinación orbital 5,693 grados. Emplea 1229,83 días en completar una órbita alrededor del Sol.

## Características físicas
La magnitud absoluta de 1990 WH1 es 14,9. Tiene 3,026 km de diámetro y su albedo se estima en 0,212. 